# جون إي. بولاند
جون إي. بولاند هو مدرس وسياسي أمريكي، ولد في 7 أغسطس 1937، وتوفي في 2 سبتمبر 2015. انتخب عضو مجلس نواب مينيسوتا ‏.